# Залізничний район (Воронеж)

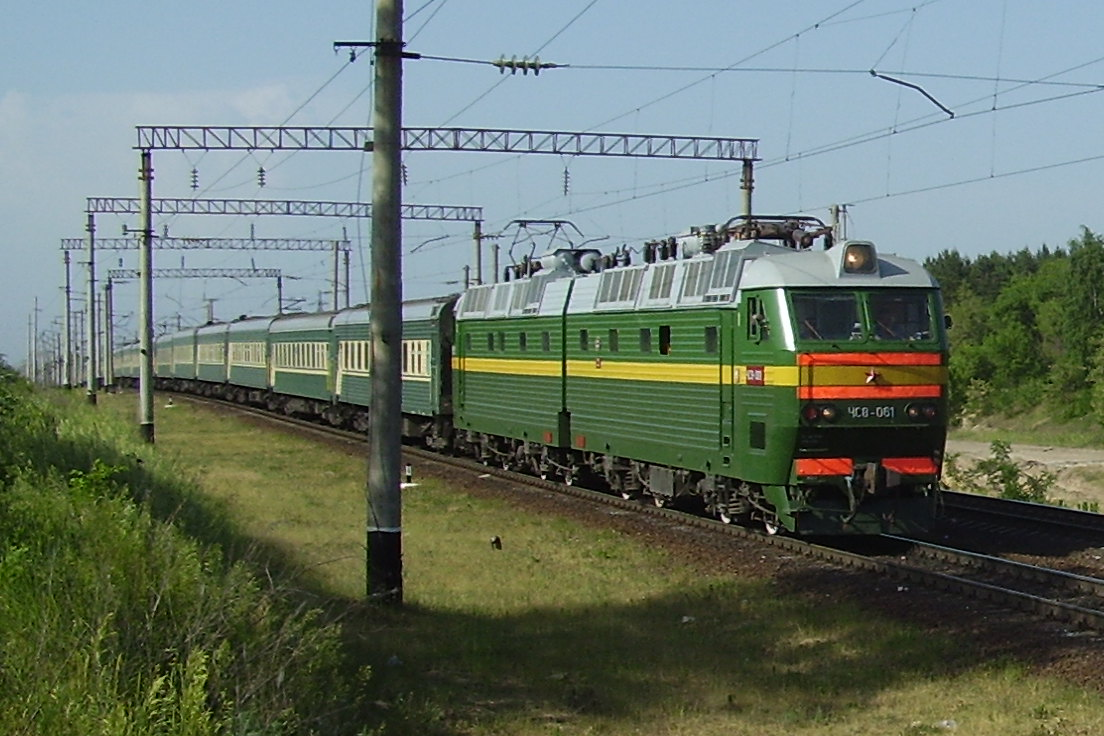
Поїзд недалеко від вулиці Остужева

Залізничний район — внутрішньоміський район Воронежа, розташований на лівому березі Воронезького водосховища.
Керівник управи Залізничного району — Бєляєв Леонід Іванович

## Географія
Залізничний район — за географією — це найбільший район Воронежа. Найдовший, має свою заміську зону. Знаходиться у північно-східній частині Воронежа. З півдня він межує з Лівобережним районом міста, на заході обмежується водосховищем, з півночі межує з Рамонським, зі сходу з Новоусманським районами області.
До складу Залізничного району входять територіально відокремлені мікрорайони Краснолісний, Сомово (включаючи п. Борове, п. Полинівка, Кожевенне) та Ріпне (колишні селище Ріпне та село Ріпне)
Одна з головних вулиць району, як і в Лівобережному районі, — Ленінський проспект.

## Історія
Вперше район було утворено 20 квітня 1939 року. У 1957 році рішенням Воронезького облвиконкому № 326 «Про об'єднання районів м. Воронежа та уточнення їх кордонів» Сталінський та Залізничний райони об'єднані в один із присвоєнням йому назви Лівобережний. Пізніше, в 1963 році, в результаті поділу території Лівобережного району, Залізничний район знову відновився.
Економіка району має промислову спрямованість. На території району зареєстровано 3949 підприємств та організацій. Найбільші з них: ВАТ ХК «Меблі Чорнозем'я», ВВСЗ філія ВАТ «Вагонреммаш», ТОВ «Юнайтед Бейкерс», ВСЗ філія ТОВ «Раско», ЗАТ «ВЗПП — Мікрон», ВАТ «172 ЦАРС», ЗАТ «Гідрогаз» та інші. Найважливішими видами промислової продукції є: ремонт пасажирських вагонів, напівпровідникові прилади, виробництво меблів, кондитерські вироби, скляні пляшки, хімічне устаткування тощо. Д.Воронезький вагоноремонтний завод ім. Тельмана

## Рослинність
Залізничний район є районом (разом із Лівобережним та Ленінським), де не вистачає рослинності з погляду екології[У Залізничному районі знаходиться парк «Дельфін»